# 渭南高新技术产业开发区
渭南高新技术产业开发区，简称渭南高新区，位於中国陝西省渭南市市区西部，是陕西省人民政府于1988年批准成立的，2010年9月26日经国务院批准正式升级为国家级高新技术产业开发区之一。2015年在国家高新区中综合排名第86位。

## 概况
渭南高新区是国家关中高新技术产业开发带的重要组成部分，是渭南市对外开放的窗口，也是渭南科技创新和体制创新的基地，辖区面积49平方公里，规划控制面积31平方公里，共管辖3个街道办事处，区内总人口近10万人。渭南高新区位于秦、晋、豫黄河金三角腹地，是中原通往西南、西北的必经之地。

## 历史
- 1988年，成立渭南经济开发区。
- 1992年，成立渭南高新技术产业开发试验区。
- 2010年9月26日,升级成为继西安高新技术产业开发区、宝鸡高新技术产业开发区后陕西省第三个国家级高新技术产业开发区。[1]

## 发展
渭南高新技术产业开发区按照“高标准规划、高起点建设、高水平管理”的要求并根据城市功能要求，设置了六大产业园区，分别为机械工业、电子工业、医药制造业、精细化工业、新材料生产和农副产品加工业。同时加大基础设施建设，开发崇业路以西的13平方公里土地，形成“三纵三横一环”的新城市框架，建设城市中有花有水，花园城市的理念贯彻到城市的方方面面，不断提高城市辐射、扩张、服务功能。
目前区内有渭南职业技术学院、渭南技术学院等两所职业高等教育机构，另有民办职业教育学校100余所。